# Will Haven
Pour les articles homonymes, voir Haven.
Will Haven est un groupe de noise hardcore metal américain, originaire de Sacramento, en Californie.

## Biographie

### Débuts
C’est en 1995 que quatre amis de Sacramento se mettent en tête de former un groupe. Le groupe prend un nom au hasard, sans réelle réflexion : ce sera William Haven. Will Haven est donc né avec Grady Avenell au chant, Jeff Irwin à la guitare, Mike Martin à la basse et Wayne Morse à la batterie. Le groupe, avec quelques compositions en poche, entame une longue tournée le long de la côte sud de la Californie. Ils enchaînent les premières parties des concerts de groupes aussi divers que les Beastie Boys ou Earth Crisis entre autres. En 1996, ils sortent leur premier EP, simplement intitulé Will Haven, constitué de sept morceaux. Il en sera vendu quelques milliers par courrier ou après les shows. Assez rapidement, le groupe se fait remarquer par le label Revelation Records qui les signe et leur permet d’entrer en studio en avril de l’année suivante afin de composer leur premier véritable album.
El Diablo sort le 14 novembre 1997 et marque le début de la reconnaissance pour Will Haven. Enregistrement et production furent effectuées par Eric Stenman. Les critiques dithyrambiques pleuvent à leur sujet, aussi bien de la part de Max Cavalera (ex-Sepultura, Soulfly) que de leur ami Chino Moreno (Deftones, Team Sleep). Le groupe se distingue très nettement de la scène metal/hardcore de l’époque (même s’il on est encore loin du numetal…) par son chant toujours crié mais néanmoins mélodique et ses compos aux structures hypotoniques basées sur la répétition d'un riff. En très peu de temps, El Diablo atteint la première place de nombreux classements de radios ou de magazines dédiés au metal, punk, ou encore punk hardcore. De plus ils épaissirent significativement leur carnet d’adresses en tournant avec les Deftones, bien sûr, mais également Limp Bizkit et Vision of Disorder. Ils assurent même la première partie de Cubanate et Fear Factory à l'Élysée Montmartre (Paris) le 6 novembre 1999. Ils avaient auparavant tourné entre le 14 et le 21 février 1996 avec Deftones passant par Marseille, Lyon, Nantes, Paris, Strasbourg, et Lille.
Après une tournée estivale aux États-Unis en compagnie de Soulfly, Will Haven se dirige donc vers l’Europe en automne 1999. Mais entre-temps, le 30 août 1999, presque deux ans jour pour jour après El Diablo, sort WHVN avec toujours Eric Stenman aux commandes. Réalisé aux Enharmonik Studios et mixé et masterisé par Andy Sneap (Machine Head, Testament, Stuck Mojo) aux Backstage Studios en Angleterre, reste dans la lignée de son prédécesseur. Malgré tout il se révèlera légèrement en deçà de El Diablo du point de vue de l’originalité.
Un troisième album sort deux ans plus tard, Carpe diem (cueille le jour en latin), le 5 novembre 2001. À noter qu’entre-temps, le groupe change de batteur et trouve son nouveau marteleur de fûts en la personne de Mitch Wheeler en provenance du groupe Oddman. Beaucoup le considère comme le meilleur album du groupe, ce qui est suffisamment rare pour être signalé lorsque l’on parle du troisième album d’un groupe. Peut-être légèrement plus accessible, les rythmes sont beaucoup moins binaires et plus syncopés. Le succès de cet album ouvre la porte à Grady et sa bande à une tournée cette fois mondiale avec escales au Japon et en Australie.
Grady Avenell décide de quitter le groupe après un dernier show au Capital Garage de Sacramento le 24 janvier 2003. Les membres restant décideront par la suite de former Ghostride en compagnie de Rey Osburn (ex-Tinfed) au chant et Cayle Hunter à la seconde guitare (assurant précédemment la batterie chez Oddman). À la fin 2003, le 6 octobre sort Foreign Films, le DVD post-mortem du groupe. À cette occasion, le premier EP du groupe est réédité.

### Retour
Le temps passant, Jeff Irwin prend conscience du manque qu'a causé la séparation de Will Haven et va retrouver le chanteur, Grady Avenell, pour reformer le groupe. Celui-ci accepte ; le groupe se reforme le 12 octobre 2005 avec l'arrivée d'un deuxième guitariste (ex-Ghostride). Une tournée est entamée début 2006 en Angleterre, et un nouvel album se profile (nouvelle chanson, Handle Bars to Freedom, disponible sur leur page Myspace). En août 2006, Will Haven est signé au label indépendant Bieler Bros. Records. Handlebars to Freedom apparait sur une compilation du label Static Migration Records. Le 19 février 2007, Will Haven joue un concert gratuit au Troubadour de Los Angeles. Le groupe publie l'album Hierophant le 18 juin 2007 (UK) et le 19 juin 2007 (US). En septembre 2008, Will Haven embarque pour une tournée avec le groupe français My Own Private Alaska.
En avril 2010, le groupe annonce que Chris Fehn assumera la basse, pendant l'absence de Mike Martin. Un EP, Open the Mind to Discomfort, est publié en mai 2015 chez Artery Recordings.

## Membres

### Membres actuels
- Grady Avenell – chant (1995–2002, 2005–2007, depuis 2009)
- Jeff Irwin – guitare (1995–2002, depuis 2005)
- Mitch Wheeler – batterie (2000–2002, depuis 2005)
- Anthony Paganelli – guitare (depuis 2007)
- Adrien Contreras – basse (depuis 2014), claviers (2012-2014)

### Anciens membres
- Mike Martin – basse (1995–2002, 2005-2010)
- Jeff Jaworski – chant (2007–2009)
- Cayle Hunter – guitare (2005–2006)
- Wayne Morse – batterie (1995–2000)
- Dave Hulse – batterie (2000)
- Chris Robyn – batterie (2000)
- Chris Fehn – basse (2010–2014)

## Discographie

### Albums studio
- 1997 : El Diablo
- 1999 : WHVN
- 2001 : Carpe Diem
- 2007 : The Hierophant
- 2011 : Voir Dire
- 2015 : Open the Mind to Discomfort
- 2018 : Muerte
- 2023 : VII

### EP
- 1995 : Will Haven Demo
- 1996 : Will Haven EP
- 2000 : The Best Song On Here (Demo)
- 2003 : Will Haven EP (Remastered)